# International Journal of American Linguistics
Международный журнал американской лингвистики — американский лингвистический реферируемый журнал, основанный антропологом Францем Боасом в 1917 году; выпускается издательством «University of Chicago Press» с 1974 года. Журнал посвящён изучению коренных языков Северной, Центральной и Южной Америки.
В основном статьи в данном журнале сосредоточены на аспектах языка, анализируемого в пределах одной поддисциплины лингвистики: фонетики, фонологии, морфологии, синтаксиса или семантики. Также освещаются темы социолингвистики, антропологической лингвистики и исторической лингвистики.